# Aboncourt (Mosella)
Aboncourt (in tedesco Endorf) è un comune francese di 367 abitanti situato nel dipartimento della Mosella, nella regione del Grande Est.

## Società

### Evoluzione demografica
Abitanti censiti